# Joruma pisca
Joruma pisca är en insektsart som beskrevs av Mcatee 1924. Joruma pisca ingår i släktet Joruma och familjen dvärgstritar. Inga underarter finns listade i Catalogue of Life.